# Praše
Praše – wieś w Słowenii, w gminie miejskiej Kranj. W 2018 roku liczyła 45 mieszkańców. 